# François L'Hermite
François L'hermite, sieur du Solier, conhecido como Tristão, O Eremita, nascido em 1601, no château du Solier, perto de Janaillat, em Marche, e morreu em Paris, em 7 de setembro de 1655, foi um poeta e dramaturgo francês. Ocupou a cadeira 17 da Academia francesa de 1649 a 1655.

## Traduções
Tristão L'hermite foi também tradutor de obras em latim, científica ou poética, em particular, uma cosmografia, com base nos manuscritos atribuídos a François Viète e para a educação de Catarina de Parthenay, e, em seguida, para seus filhos. Dedicado a Mlle de Lavardin de 1636, este trabalho, publicado em 1637 (2 cópias) de 1643 (5 exemplares) e 1647 (3 cópias listados pela OCLC), dá uma maneira ingênua de uma descrição do mundo, geográficas e astronômicas, de acordo com os pontos de vista de Ptolomeu e os preceitos astrológico atuais para o XVIe xvii. Tristan, O Eremita, doente pulmonar, afirmou que sua doença era influênciada por Saturno. Tristan, O Eremita, foi capaz de saber perder  Mlle de Lavardin para Malicorne, no Maine, castelo de sua mãe, Marguerite de Bálsamo, mas foi especialmente popular em Paris, o Hotel de Lavardin, na sala de estar de sua mãe, a viúva do marquês de Lavardin e casou-se novamente, desde 1630 com a senhorita (futuro condessa) de Modena, o "camareira de senhora" de Gaston d'orléans e amelhor amiga de Jean-Baptiste L'hermite. Seduzido pela jovem de 16 anos de idade, Tristan lhe oferece algo para satisfazer sua curiosidade científica. Não é conhecido se o manuscrito atribuído a Viète vem a partir da biblioteca de Scevolle de Sainte-Marthe. Após o casamento de Mademoiselle de Lavardin, ele escreveu novamente para um sixain "Para a Senhora Condessa de Tessé" (publicado em Lira , em 1641).
Mantém também a outra tradução, muito livre, do 'Ode à Postumus de Horace, e o sospiri de Ergasto do Giambattista Marino, reescrito na forma de queixas de Acante.